# Шэхун
Шэху́н (кит. упр. 射洪, пиньинь Shèhóng) — городской уезд городского округа Суйнин провинции Сычуань (КНР).

## История
При империи Восточная Цзинь из части территории уездов Ци и Гуанхань был образован уезд Бэйучэн (北伍城县). При империи Лян уезд Ци был присоединён к уезду Бэйучэн. При империи Южная Ци из уезда Гуанъань был выделен уезд Тунцюань (通泉县).
При империи Западная Вэй в 555 году из уезда Бэйучэн был выделен уезд Шэцзян (射江县). В названии уезда Тунцюань первый иероглиф был изменён с 通 на 涌. Уезд Гуанхань был переименован в Гуанвэй (广魏县).
При империи Северная Чжоу уезд Шэцзян был переименован в Шэхун, а уезд Тунцюань — в Тунцзинь (通井县), уезду Гуанвэй было возвращено название Гуанхань.
При империи Суй в 583 году уезду Тунцзинь было возвращено название Тунцюань (通泉县), и к нему был присоединён уезд Гуанхань.
При империи Юань в 1283 году уезд Тунцюань был присоединён к уезду Шэхун.
При империи Мин в 1377 году уезд Шэхун был присоединён к уезду Яньтин (盐亭县), но в 1380 году восстановлен.
В 1950 году был образован Специальный район Суйнин (遂宁专区), и уезд Шэхун перешёл под его юрисдикцию. В 1958 году Специальный район Суйнин был расформирован, и уезд Шэхун перешёл под юрисдикцию Специального района Мяньян (绵阳专区). В 1968 году Специальный район Мяньян был переименован в Округ Мяньян (绵阳地区).
В 1985 году постановлением Госсовета КНР округ Мяньян был расформирован, а на его территории были образованы городские округа Мяньян, Гуанъюань и Суйнин. Уезд Шэхун вошёл в состав городского округа Суйнин.
12 июля 2019 года уезд Шэхун был преобразован в городской уезд.

## Административное деление
Городской уезд Шэхун делится на 2 уличных комитета, 20 посёлков и 10 волостей.

## Экономика
В Шэхуне расположен химический завод Tianqi Lithium (производство лития).

## Знаменитые уроженцы
- Поэт Чэнь Цзыан (661—702)